# Nothofagine
La nothofagine est une dihydrochalcone, plus précisément un C-hétéroside dihydrochalconique lié par un atome de carbone.
Cette dihydrochalcone est présente dans la feuille de Rooibos et dans le Nothofagus fusca. Il s'agit d'un polyphénol antioxydant.
La nothofagine, de structure similaire à l'aspalathine, est aussi oxydée lors de la fermentation du rooibos.
Le nom scientifique est : 2',4,4',6'-tétrahydroxy-3-C-β-D-glucopyranosyldihydrochalcone. Numéro CAS : 11023-94-2